# Combat de Heyst
 (avril 2025).
 (avril 2025).
Si vous disposez d'ouvrages ou d'articles de référence ou si vous connaissez des sites web de qualité traitant du thème abordé ici, merci de compléter l'article en donnant les références utiles à sa vérifiabilité et en les liant à la section « Notes et références ».
Le combat de Heyst est une bataille navale du Consulat qui s'est déroulé le 16 mai 1804 au large de Heist-Aan-Zee, au nord de la Belgique actuelle.

## Contexte
Alors que la France se préparait à envahir l’Angleterre et concentrait son Armée des côtes de l'Océan dans la région de Boulogne, le ralliement à Boulogne, Etaples, Wimereux et Ambleteuse de plus de 2 000 embarcations de débarquement expédiées de tous les points des côtes de France et de Hollande donna lieu à plusieurs batailles navales dont la majorité se soldèrent par une victoire française. Aussi, malgré leurs efforts les Britanniques ne purent empêcher la mise en place de la Flottille de Boulogne.

## Déroulé
Le combat a opposé un convoi bataves, escortée par deux prames françaises, La Ville d'Aix et La Ville d'Anvers à l'escadre britannique en Manche. La flotte française était commandée par le vice-amiral Ver-Huell. La flotte britannique était commandée par le Commodore Sidney Smith. Le convoi de transports avait appareillé de Flessingue le matin du 16 mai 1804 et se rendait à Ostende. Il était constitué de 19 cannonières, 44 bateaux-canonniers et quelques transports de troupes. À la hauteur de Heyst, l'escadre britannique tomba sur l'arrière-garde du convoi et débuta l'assaut. Le combat engagé très près des côtes permit à la division française de recevoir le soutien des batteries côtières et de l'artillerie de campagne qui suivait sur la côte tous les mouvements de la division. À cela s'ajouta deux sections de péniches commandées par le capitaine de frégate Lambour qui rallièrent depuis Ostende pour soutenir l'action. Ces dernières purent prendre en remorque les bateaux dégrés que le vent portait à la côte. Les deux prames d'escorte causèrent de nombreuses avaries à l'escadre attaquante et combatirent jusqu'à épuisement de leurs munitions. Au cours du combat, La Ville d'Anvers s'échoua sur la côte, mais elle repoussa les tentatives britanniques pour s'emparrer d'elle ou pour l'incendier. Dans l'impossibilité d'arrêté le convoi, ou de le détruire et alors que les vents changeaient, l'escadre britannique se retira.